# Pangrapta albata
Pangrapta albata là một loài bướm đêm trong họ Erebidae.